# Mokhtar Benmoussa
Mokhtar Benmoussa (Tlemcen, 11 augustus 1986) is een Algerijnse voetballer (vleugelmiddenvelder) die sinds 2010 voor de Algerijnse eersteklasser ES Sétif uitkomt. Daarvoor speelde hij voor WA Tlemcen en Paradou AC. Met Sétif werd hij in 2012 landskampioen en won de beker in datzelfde jaar.
Benmoussa speelde in 2012 een interland voor de Algerijnse nationale ploeg.